# Tom Tarn
Der Tom Tarn ist ein See im Lake District, Cumbria, England.
Der Tom Tarn liegt auf der südlichen Seite des Newton Fell. Der See hat keinen erkennbaren Zufluss, sein unbenannter Abfluss an der Südseite führt zu keinem Fluss.
Eine Mauer teilt den See in zwei Hälften.